# Sidi Jakub
Sidi Jakub (arab. سيدي يعقوب, fr. Sidi Yacoub)  – jedna z 52 gmin w prowincji Sidi Bu-l-Abbas, w Algierii, znajdująca się w południowo-zachodniej części prowincji, około 15 km na zachód od Sidi Bu-l-Abbas. W 2008 roku gminę zamieszkiwało 4485 osób. Numer statystyczny gminy w Office National des Statistiques d'Algérie to 2240.